# Elliot Danforth
Elliot Danforth (* 6. März 1850 in Middleburgh, New York; † 7. Januar 1906 in New York City) war ein US-amerikanischer Jurist und Politiker. Er war von 1890 bis 1894 Treasurer of State von New York.

## Werdegang
Elliot Danforth, Sohn von Peter S. Danforth, einem Richter am New York Supreme Court, wurde ungefähr zwei Jahre nach dem Ende des Mexikanisch-Amerikanischen Krieges im Schoharie County geboren. Über seine Jugendjahre ist nichts bekannt. Er studierte Jura bei seinem Vater und erhielt seine Zulassung als Anwalt 1871. Am 17. Dezember 1874 heiratete er Ida Prince. Das Paar hatte einen Sohn namens Edward Danforth und eine Tochter. Die Familie zog dann 1878 nach Bainbridge (New York), wo sein Schwiegervater Präsident der First National Bank war. Danforth praktizierte dort als Anwalt in einer Gemeinschaftspraxis mit George H. Winsor. In der Folgezeit wurde er Präsident der Corporation of Bainbridge.
Danforth gehörte der Demokratischen Partei an. Er nahm 1880, 1884, 1888, 1892, 1896, 1900 und 1904 als Delegierter an den Democratic National Conventions teil. Von 1885 bis 1889 war er stellvertretender Treasurer of State von New York unter Lawrence J. Fitzgerald. Danforth folgte ihm ins Amt. Er wurde 1889 zum Treasurer of State gewählt und 1891 wiedergewählt. Im November 1891 saß er im Board of Canvassers von New York, dem der Secretary of State, der Treasurer, der Comptroller, der Attorney General und der State Engineer angehörten. Sie begingen bei der Senatswahl im Dutchess County Wahlbetrug, welcher dazu führte, dass Gouverneur David B. Hill die Kontrolle im Senat von New York erhielt. Der republikanische Kandidat Gilbert A. Deane erhielt bei der Wahl in dem Senatsbezirk 78 Stimmen mehr als der Demokrat Edward B. Osborne. Allerdings änderte der Board 92 Stimmen ab und erklärte daraufhin Osborne zum Sieger mit einer Mehrheit von 14 Stimmen. Das New York Supreme Court erließ eine einstweilige Verfügung gegen Danforth und anordnete ihm die Wahl von Deane zu bestätigen, aber Danforth weigerte sich zu gehorchen. Als Folge davon wurde er und andere Mitglieder des Board von Richter D-Cady Herrick zu Zahlung eines Bußgeldes von 500 US-Dollar verurteilt. Das Urteil wurde später durch das New York Court of Appeals bestätigt. Im August 1893 wurde bekannt, dass Danforth ein Darlehn in Höhe von 50.000 US-Dollar, was damals dem siebenfachen Jahresgehalt eines Treasurer entsprach, von der Madison Square Bank in New York City erhielt, im Austausch für die Aufbewahrung einer großen Menge von Staatsgeldern bei der Bank. Danforth schaffte es in den frühen Morgenstunden des 9. August 1893 Staatsgelder in Höhe von 250.000 US-Dollar bei der Bank abzuheben, obwohl diese an dem Tag geschlossen war. Fitzgerald war der Direktor dieser Bank.
Nach dem Ende seiner Amtszeit als Treasurer of State praktizierte er als Anwalt in New York City. Von 1896 bis 1898 hatte er den Vorsitz beim New York State Democratic Committee. Er betrieb 1897 erfolgreich Wahlkampf für Alton B. Parker bei seiner Wahl zum Chief Judge am New York Court of Appeals. 1898 kandidierte Danforth für das Amt des Vizegouverneurs von New York und Augustus Van Wyck für das Amt des Gouverneurs von New York. Beide erlitten eine Niederlage gegenüber Theodore Roosevelt und Timothy L. Woodruff.
Danforth verstarb 1906 an den Folgen einer Lungenentzündung in seinem Heim an der 51 East 58. Street in Manhattan und wurde dann auf dem Woodlawn Cemetery in der Bronx beigesetzt.